# 리베카 스타브
리베카 스타브(영어: Rebecca Staab, 1961년 7월 27일 ~ )는 미국의 배우이다. 로저 코먼의 1994년작 미공개 영화 《판타스틱 포》에서 인비저블우먼 역을 연기했다.

## 출연 작품
- 기적의 소년 (2019)
- 미라클 시즌 (2018)
- 퍼펙트 엔딩 (2012)
- 러브 앳 퍼스트 히컵 (2009)
- 언덕 위의 집 (2003)
- 백색지대 3 (1999)
- 티앤티 (1998)
- 로리타 (1997)
- 닥터슬론 (1993)
- 러브 포션 넘버 9 (1992)
- 비버리힐즈의 아이들 (1990)
- 더 영 앤 더 레스트리스 (1973)